# Diecezja Kanady (katolikosat Eczmiadzyna)
Diecezja Kanady – jedna z dwóch diecezji Apostolskiego Kościoła Ormiańskiego w Kanadzie z siedzibą w Montrealu. Podlega katolikosowi Eczmiadzyna (druga kanadyjska diecezja znajduje się w jurysdykcji katolikosa cylicyjskiego).
Biskupem diecezji jest Abgar Howakimian (rok 2022).